# گاه‌شماری هندو

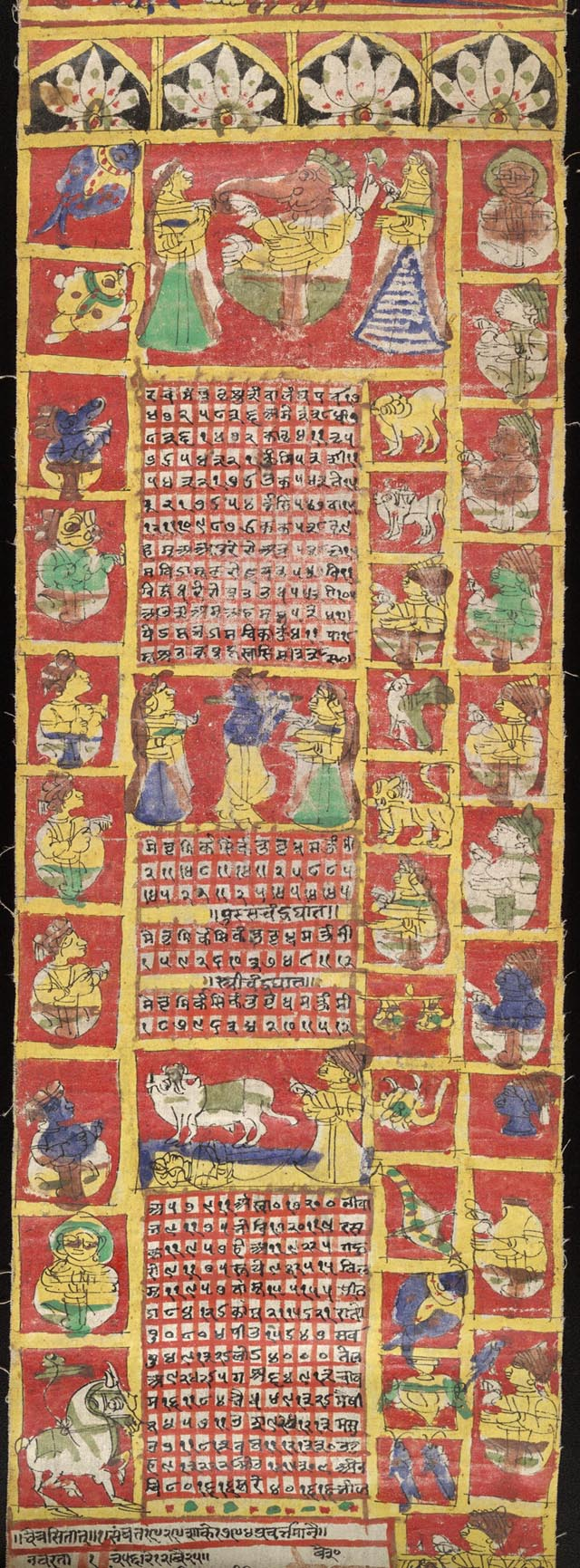
صفحه‌ای از یک گاه‌شماری هندی متعلق به سال ۱۸۷۱–۱۸۷۲ میلادی.

گاه‌شماری هندی اصطلاحی است که به سامانه‌های گاه‌شماری رایج در هند گفته می‌شود که دیرینگی آن‌ها به هزار سال پیش از میلاد می‌رسد. این تقویم‌ها قمری بوده و سال را به ۱۲ چرخهٔ کامل ماه تقسیم می‌کند. این تقویم‌ها همگی از یک مفهوم مشترک برای شمارش زمان استفاده می‌کنند اما تفاوت‌شان از نظر تأکید بر روی ماه یا خورشید و نام ماه‌ها است و اینکه سال با چه ماهی آغاز شود. از آن‌جایی که سال قمری ۳۵۴ روز می‌شود که ۱۱ روز از سال خورشیدی که ۳۶۵ روز است کم‌تر دارد، در ازای هر سه یا دو سال، یک ماه به تقویم اضافه می‌شود تا این اختلاف تا حدی جبران شود. از میان تقویمهای هندی ویکرم سموت در بخش‌های شمالی و مرکزی هند از همه معروف‌تر است. از دیگر تقویم‌های معروف هندی، تقویم تامیلی در تامیل و گاه‌شماری بنگالی در بنگال است که همه آن‌ها بر پایه چرخه ماه هستند. سال نوی آن‌ها در بهار آغاز می‌شود. از تقویم‌هایی که بر پایه چرخه خورشید است، تقویم مالایالم است که در کرالا استفاده می‌شود.

## تقویم الهی
از تقویم‌های مهم شبه قاره هند است که اکبرشاه آن را رسمیت بخشید. برای از بین بردن آشفتگی و تسهیل کار مردم این کار را انجام داد و بعدها دچار تغییراتی شد.
از تقویم‌های اخیر و جدید سرزمین هندوستان تقویم الهی است که نشانه‌ای از نفوذ گستردهٔ فرهنگ ایرانی در سرزمین هند است که اکبر شاه بابری در سال ۹۹۲ هجری شمسی فرمان داد تا در سراسر شبه جزیزهٔ هند تقویم الهی تقویم رسمی شود بنا به ادعای اکبر شاه این فرمان برای یکنواخت کردن تقویم در شبه جزیرهٔ هند و تسهیل در کار مردم بوده‌است. پیش از تقویم الهی تقویم‌های هجری، اسکندری و یزدگردی در این کشور رواج داشت و باعث بی نظمی و آشفتگی از لحاظ تقویم، تعیین و شناسایی زمان و مواقیب پیش آمده بود. از مضمون فرمان اکبر شاه آشکار است که این تقویم در میان ایرانیان، زرتشتیان مهاجر مقیم هند یا مسلمانان خود این سرزمین اهمیت بسیار داشته‌است. بعد از مرگ اکبر شاه تقویم او ادامه پیدا نکرد و مورد توجه عموم قرار نگرفت. منجّمین برای اینکه مبدأ و سرآغاز آن متّکی به واقعهٔ بزرگی باشد آن را ۳۲ سال عقب کشیدند. مبدأ این تقویم نوروز ۹۶۳ هجری است که با تاجگذاری اکبر شاه آغاز می‌شود. نامگذاری این تقویم به تقویم الهی به دستور اکبر شاه بوده‌است، زیرا خود را اکبر نعم الهی و اعظم آلای نامتناهی می‌خواند.

## تقویم شککال
یکی از قدیمی‌ترین تقویم‌های هندوها، تقویم شککال است. شک پادشاه ظالمی بود که بر مردم هند سیطره داشته‌است تا اینکه مردم هند قیام کردند و خود را از سیطره این پادشاه ستمگر رهانیدند.
مردم هند برای زنده نگه داشتن پیروزی بر شک پادشاه ستمگر تقویمشان را بر مبدأ شک نام‌گذاری کردند.
شککال به معنی وقت شک است که در واقع تلفیقی از سال‌های شمسی و ماه‌های قمری است که در اصطلاح به آن دماسه می‌گویند که ابوریحان بیرونی در مورد این تقویم در کتاب مسعودی چنین می‌نویسد: هندوها را تقویم‌هاست که برخی کهن و برخی نو، و آنکه از همه مشهور تر است میان ایشان و مستعمل شککال، و به معنی وقت شک؛ که بنا به احتساب ابوریحان بیرونی فاصله آن با تقویم یونانی ۱۰۱۹۲۷۳ روز و با تقویم یزدگری ۱۳۶۳۵۹۷ روز و با تقویم هجری قمری۱۳۵۹۹۷۴ روز است.

## تقویم بکرم سنبت
یکی دیگر از تقویم‌های هندوها، تقویم بکرم سنبت است که به صورت مخفف به آن سنبت نیز می‌گویند و تاریخ آن به قرن اول پیش از میلاد برمی‌گردد. ماه‌های شمسی این تقویم به نام اسامی بروج دوازده‌گانه نامیده شده‌است. ماه ششم را که ما سنبله (شهریور)می‌گوییم که در زبان آنان کانیا است که به معنی دوشیزه و ماه دهم این تقویم مکارا به معنی عفریت دریایی است که در اکبرنامه چنین آمده که در میان مردمان نواحی مالوه و دهلی رایج بوده‌است و سال۹۲۲ هجری قمری برابر با سال ۱۶۴۱ و سال ۱۳۶۱ برابر است با ۲۱۱۰ این تقویم است. مبدأ و سرآغاز این تقویم پیروزی بر قبیله مهاجم سکاها است که مصادف با فوریه سال ۵۷ قبل از میلاد است. این تقویم به سلاطین گوپتا منسوب می‌شود که یکی از سلاطین مشهور آن وگرمادیتا است.